# Veličná
Veličná (maďarsky Árvanagyfalu) je obec na Slovensku na Oravě, v okrese Dolný Kubín. Žije v ní přibližně 1 600 obyvatel.

## Historie
Husté osídlení již v pravěku dokazují různé archeologické nálezy nejen přímo z obce, ale i nálezy z významnějších lokalit Istebné – Hrádku a Trnín. K osídlení vedla výhodná poloha v nejúrodnější části Oravy, stará obchodní cesta Oravou, spojující údolí Váhu a Turca s územím na polské straně Karpat.
První písemná zmínka o Veličné je z roku 1272 – tehdy je zmiňována jako „Magna Villa“ v darovací listině, kterou panovník Ladislav IV. udělil Hocymerovi „zem zvanou revisi“. V listině z roku 1370 se Orava vzpomíná jako župa se sídlem ve Veličné. Veličná měla statut městečka již od 14. století. Podle daňových soupisů z let 1547–1548 patřila Veličná k Oravskému hradu a měla 55 domů. Městečko se postupně rozrůstalo. Řeka Orava rozdělila městečko na část Veličnou a za řekou Orava (na vymýceném pozemku Veličné) vznikly obce Oravská Poruba, Zábřež a Geceľ. V roce 1960 tyto tři obce byly sloučeny pod názvem Oravská Poruba.
Komunální zákon z roku 1871 zrušil statut městečka a Veličná se stala obcí. Římskokatolická farnost vznikla v roce 1351 a sloužila všem obcím od Kraľovan po Oravský Podzámok. Hospodářskou strukturu v tomto čase tvořilo zemědělství, řemesla a obchod s polskými tržními středisky. Významný byl solný obchod. Sůl se dovážela z Polska z dolu Wieliczka. Potvrdil to v roce 1525 panovník Ludvík Jagellonský a také Ferdinand I. Habsburský v roce 1548. Rudolf II. v roce 1583 potvrdil předchozí privilegia a povolil městečku solný sklad. Ferdinand II. v roce 1635 udělil Veličné výsadu, podle níž každý týden v pondělí se konal svobodný trh se zemědělskými produkty, dobytkem a dále se mohlo konat pět jarmarků ročně. Kolem roku 1640 Veličňané postavili nemocnici.
Sedmnácté století přineslo mnoho změn. Kromě stavovských nepokojů, Tökölyho, Piková povstání (vzpomínají se v kronice stížnosti poddaných na šikanu ze strany přezimujících žoldnéřů, ničení osnov na stavech při tkaní plátna šavlemi vojáků). Nejhorší pohroma přišla v roce 1683, když Veličnou vypálila litevská vojska kapitána (hejtmana) Kazimíra Sapiehy (1637–1720), najatí žoldáci Jana III. Sobieského, která táhla přes Oravu na pomoc Vídni proti Turkům. Při požáru shořel i kostel, ve kterém byl městský i župní archiv. Byl to konec rozvoje obce, která se formovala jako župní obec a měla ambice stát se později okresním městem. Po požáru se sídlo župy natrvalo přestěhovalo do Dolního Kubína, který byl v té době maličkou obcí. Z Veličné se v té době odstěhovalo množství poddaných do okolních vesnic. Dosvědčují to i urbářní soupisy, kde se zmiňují příjmení, která původně existovala jen ve Veličné. Obyvatelé znovu postavili domy a kostel. Hlavním zaměstnáním zůstalo zemědělství a chov dobytka. Obilí se mlelo v několika mlýnech, v roce 1740 vznikl v obci pivovar, v mnoha domech se rozšířilo pálení kořalky.
V roce 1616 byl založen krejčovský cech, v roce 1628 ševcovský, 1678 řeznický. V letech 1871–1945 však v obci působil větší počet řemeslníků. Kromě obilí se pěstoval len a konopí – základ výroby plátna, které se upravovalo v mangelech a barvilo nejen v místních barvírnách. V roce 1772 byl postaven mangel a v roce 1902 barvírna. Toleranční patent umožnil i ve Veličné založit evangelickou faru a školu. Kostel postavili v roce 1785, faru v roce 1789, a školu 1793. V kostele po roce 1918 byla proslulá gazdinská škola, která se dodnes vzpomíná nejen na Oravě. Po roce 1948 zde byla zemědělská mistrovská škola, která se změnila na účetní. Poslední lesnické učiliště zaniklo roku 1970. Obec byla osvobozena 5. dubna 1945. Vývoj po roce 1945 nepříznivě ovlivnila stavební uzávěra v souvislosti s předpokládanou výstavbou vodní přehrady. Dne 2. března 1958 se konala ustavující schůze jednotného zemědělského družstva

## Přírodní poměry
Obec leží ve výšce v nadmořské výšce 462 metrů a její katastrální území má výměru 29,3 km². Zasahuje do něj část národní přírodní rezervace Minčol a tok řeky Oravy je součástí chráněného areálu Rieka Orava.

## Doprava
Obcí vede železniční trať Kraľovany–Trstená.

## Osobnosti

### Rodiště
- Pavol Bajči (* 1927), agronom, odborník na skladování a technologie rostlinných produktů a pedagog
- Mikuláš Baticiuc (1560–1635), básník, učitel a evangelický kněz
- Vojtech Beňuš (* 1891), Literát a úředník
- Peter Michal Bohúň (1822 – 1879), učitel, akademický malíř a vlastenec
- Ján Cimrák (14. listopad 1859 – 1. červen 1926), evangelický farář. Psal pod pseudonymem Bralský a Dolský.
- Emil Čaplovič (20. listopad 1912  – 24. prosinec 1985), příslušník 2. samostatné paradesantní brigády 1. československého armádního sboru
- Ján Čaplovič (1905 – 1979), profesor a historik
- Pavol Čaplovič (7. březen 1917 – 5. červen 1994), učitel a archeolog
- Štefan Dzianis (29. prosinec 1695 – 11. květen 1779), kněz – jezuita. Napsal spisy Arcis Davico sive discordia a Beat Sulpice Severi.
- Ján Dudáš (1946), vysokoškolský pedagog a bibliografista
- Peter Faltin (12. červenec 1924 – 4. duben 1971), hudební pedagog a muzikolog
- Peter Halas (14. červenec 1919 – 24. listopad 1981), vysokoškolský profesor
- Mikuláš Huba (26. květen 1891 – 6. únor 1981), státní úředník (okresní náčelník, vládní cen), průkopník turistiky a fotografie
- Peter Houba (28. červen 1949), historik a vydavatel
- Anna Hroboňová (5. březen 1883 – 3. duben 1949), rozená Kňazovičová, lidová spisovatelka
- Juraj Chorvát (1895–1955), architekt
- Jozef Janek (20. duben 1912), učitel a publicista
- Olga Jurkovičová (15. leden 1895 – 20. prosinec 1973), rozená Kleinová, učitelka a básnířka
- Ondrej Kalina (24. listopad 1867 – 19. duben 1953), vlastním jménem Jan Smetanay PhDr, archivář a spisovatel
- Ján Muknay (13. červenec 1820 – 6. březen 1890), farář a publicista
- Ján Seberíni (1780 – 1857), evangelický farář, historik a spisovatel
- Matej Šulek (30. červenec 1784 – 28. červenec 1815), evangelický farář a historik
- Michal Stanik (* 8. září 1767), historik a šiřitel ovocnářství
- Ctibor Zoch (17. březen 1815 – 15. prosinec 1865), původním jménem Timoteus Cochius, evangelický farář a spisovatel

### Působiště
- V obci krátce působil malíř Martin Benka.
- Peter Ambroz (1747–1812), publicista a evangelický kněz
- Samuel Ambroz (1748–1806), publicista, redaktor a evangelický kněz
- Karol Andel (1897–1977), archeolog, etnograf a notář